# الحفرة(دار الحياة) (مذيخرة)

تعديل مصدري - تعديل

الحفرة(دار الحياة) محلة تابعة لقرية الدهادة، التابعة لعزلة بني علي بمديرية مذيخرة إحدى مديريات محافظة إب في الجمهورية اليمنية، بلغ تعداد سكانها 53 حسب تعداد اليمن لعام 2004.